# Rynkatorpa coriolisi
Rynkatorpa coriolisi is een zeekomkommer uit de familie Synaptidae.
De wetenschappelijke naam van de soort werd in 1997 gepubliceerd door A. Smirnov.